# Đoàn Nhân Thục
Đoàn Nhân Thục  (?-?) người xã Nghĩa Đô, huyện Từ Liêm (nay thuộc phường Nghĩa Đô, quận Cầu Giấy, thành phố Hà Nội).
Ông đỗ đệ nhị giáp, Tiến sĩ xuất thân (hay còn gọi là Hoàng giáp Tiến sĩ khoa Nhâm Tuất niên hiệu Cảnh Thống năm thứ năm 1502. Ông làm quan đến Hiến sát sứ . Ông là con trai của Tiến sĩ Đoàn Nhân Công.